# Герб Новозыбкова
Герб муниципального образования город Новозы́бков Брянской области Российской Федерации — официальный символ города Новозыбкова, наряду с флагом и гимном, отражающий исторические, культурные, национальные и иные местные традиции и особенности.
Герб Новозыбкова утверждён 26 декабря 2002 года. В 2005 году, после создания городского округа «Город Новозыбков», герб был переутверждён Положением «О символах города Новозыбкова».
Герб внесен в Государственный геральдический регистр Российской Федерации под №11867.
В соответствии с Методическими рекомендациями по разработке и использованию официальных символов муниципальных образований (Раздел 2, Глава VIII, пункты 45, 46), утвержденными Геральдическим Советом при Президенте Российской Федерации 28.06.2006 года, герб может воспроизводиться со статусной короной установленного образца.

## Описание и обоснование символики
Геральдическое описание (блазон) гласит:
В серебряном поле - положенные накрест зеленый сноп конопли о двух перевяслах и поверх него - золотой крылатый меркуриев жезл (кадуцей)Устав муниципального образования «Город Новозыбков»
Жезл Меркурия (кадуцей) является символом торговли, взаимопонимания и налаживания мира. Кадуцей символизирует торговлю города Новозыбкова, которая активно развивалась там с самого начала: в XVIII - XIX веках дважды в неделю в Новозыбкове проводились торги, а четыре раза в год - ярмарки, на которых торговали кожами, сапогами, скотом, телегами (было развито кустарное производство телег и бричек), пенькой, льном, мехами.
Конопля - символ сельского хозяйства Новозыбкова, жители которого издавна занимались разведением этой сельскохозяйственной культуры. В 1840-х годах в Новозыбковском уезде было занято под коноплей более 200 тысяч десятин. Конопля использовалась как сырье для изготовления пеньки, парусины и канатов для флота, а также конопляного масла.
Примененные в гербе цвета символизируют:
Зеленый - символ природы, надежды, роста, здоровья.
Серебро (белый цвет) - символ чистоты, открытости, божественной мудрости, примирения.
Золото - символ высшей ценности, богатства, величия, прочности, интеллекта и прозрения.

## История

### Первый герб
Первый герб Новозыбков получил в начале XIX века, когда входил в состав Черниговской губернии.
Герб имел следующее описание:
В серебряном щите положены накрест золотые сноп пшеницы и жезл Меркурия — символ торговли
В других источниках вместо снопа пшеницы упоминается сноп конопли.
Точная дата утверждения герба не установлена, но предположительно его появление относится к 1809 году, когда из слободы Зыбкая был образован уездный город Новозыбков. Герб Новозыбкова не имел Высочайшего утверждения.

### Проект 1856 года
В 1856 году Министр внутренних дел Российской империи докладывал в Правительствующий сенат: 
По собранным сведениям уездный город Новозыбков не имеет величайшее утверждённого герба. Вследствие сего имею честь представить в Правительствующий Сенат проектный для упомянутого города герб, представляющий щит, украшенный городскою короною и разделённый на две части, Черниговской губернии герб, а в нижней, большей — в зелёном поле золотую вертикальную полосу и по сторонам по две золотые монеты, в означение значительной торговли жителей города Новозыбкова и уезда оного пенькою
Данный проект Высочайше утверждён не был.

### Герб Кёне
В 1868 году, в период геральдической реформы Кёне, основываясь на версии 1856 года, был разработан новый проект герба Новозыбкова (также официально не утверждён):
В зелёном поле золотой столб, сопровождаемый 4 золотыми византийскими монетами. В вольной части — герб Черниговской губернии. Щит увенчан серебряной башенной короной о трёх зубцах и окружён золотыми колосьями, соединёнными Александровской лентой
В советское время исторический герб Новызыбкова не использовался.

### Советское время
11 июня 1986 года решением исполкома Новозыбковского городского Совета народных депутатов был принят новый герб Новозыбкова.
Герб имел следующее описание: 
Герб имеет форму щита, разделённого по горизонтали на 3 части. В верхней части герба название города на зелёном фоне. В средней части — фрагмент герба города Брянска, указывающий на принадлежность к Брянской области. В центре нижней части герба полушестерня и колос пшеницы, символизирующие промышленность города и основную продукцию сельского хозяйства района. Ниже полушестерни и колоса перекрещённые винтовка и сабля, символизирующие борьбу в годы Октябрьской революции и годы Гражданской войны. Правый и левый периметры нижней части герба окаймлены орденской лентой «Партизану Великой Отечественной войны 1941—1945 гг.», отражающей партизанское движение в районе в годы войны. Зелёный фон герба отражает лесные массивы района

### Новое время
26 декабря 2002 года был официально восстановлен исторический герб города: на серебряном поле золотой кадуцей и зелёный сноп конопли накрест.
Описание герба в 2002-2018 гг.: 
Герб Новозыбкова представляет собой французский щит, в серебряном поле которого расположены крестообразно сложенные зеленый сноп конопли и золотой жезл Меркурия. Жезл Меркурия является символом торговли – в начале XIX века Новозыбков был крупным торговым центром: здесь проводились четыре крупные ежегодные ярмарки. А конопля символизирует то, что в 1840-х годах в уезде было занято под коноплей более 200 тысяч десятин, конопля использовалась как сырье для изготовления пеньки и конопляного масла
В 2018 году Геральдическим советом при Президенте Российской Федерации было принято решение о внесении герба Новозыбкова в Государственный геральдический регистр Российской Федерации.